# Quercus acerifolia
Quercus acerifolia es una especie del género Quercus dentro de la familia de las Fagaceae. Está clasificada en la Sección Lobatae; del roble rojo de América del Norte, Centroamérica y el norte de América del Sur que tienen los estilos largos, las bellotas maduran en 18 meses y tienen un sabor muy amargo. Las hojas suelen tener lóbulos con las puntas afiladas, con cerdas o con púas en el lóbulo.

## Distribución
Es endémica de la Meseta de Ozark de Arkansas en los Estados Unidos. Está amenazada por la pérdida de hábitat. 

## Descripción
Son árboles o arbustos, de hojas caducas, que alcanzan un tamaño de 15 m de altura. La corteza de color gris oscuro a casi negro, a veces convirtiéndose en áspera y arrugada. Las ramitas marrón grisáceo a marrón rojizo, de 1.5-3 (-3.5) mm de diámetro, pubescentes, glabras o escasamente. Yemas terminales gris a marrón grisáceo, ovoide o ampliamente elipsoides, 3.5 a 5.5 mm, glabra. Hojas con pecíolo de 20-45 mm, glabro. Limbo achatado a ampliamente elíptico, de 70 a 140 × (60 -) 100-150 (-180) mm, la base cordada-truncada a obtusa, márgenes con 5-7 (-9) lóbulos y 11-48 aristas, venas secundarias planteadas en ambas superficies. Bellotas bienales; taza con forma de copa, 4-7 glabras o puberulentas, superficie interior de color marrón claro a marrón rojizo. La floración se produce en la primavera.

## Hábitat
Se produce en los claros secos, laderas y cimas de las montañas; de interés para la conservación; a una altitud de 500-800 metros-

## Taxonomía
Quercus acerifolia fue descrita por (E.J.Palmer) Stoynoff & W.J.Hess y publicado en Sida 14(2): 268. 1990.
Etimología
Quercus: nombre genérico del latín que designaba igualmente al roble y a la encina.
acerifolia: epíteto latíno compuesto que significa "con las hojas de Acer"
Sinonimia
- Quercus shumardii var. acerifolia E.J.Palmer	[5][6]